# آریتاتسو اوگی
آریتاتسو اوگی (به انگلیسی: Aritatsu Ogi) بازیکن فوتبال اهل ژاپن و عضو تیم ملی فوتبال ژاپن است که در تاریخ ۰۸ اوت ۱۹۶۳ میلادی اولین بازی ملی‌اش را انجام داد. او در ۶۲ بازی ملی حضور داشت و آخرین بازی ملی خود را در تاریخ ۱۷ مارس ۱۹۷۶ میلادی انجام داد. آریتاتسو اوگی در بازی‌های ملی‌اش
۱۱ گل به ثمر رساند.